# Anine Frølich
Anine Marie Magdalene Frølich, född 1762, död 1784, var en dansk ballerina. Hon tillhörde Danmarks första inhemska balettdansare och beskrivs som en ledande artist in Den Kongelige Ballet. Frølich betraktas som en av förgrundsfigurerna under framväxten av baletten som en specifik konstform i Danmark.
Anine Frølich tillhörde den första klassen balettelever vid Hofteatret i Kristiansborgs slott i Köpenhamn 1771. Hofteatret eller Hovteatern hade uppförts för en fransk hovtrupp 1766, och blev en del av Det Kongelige Teater när det franska teatersällskapet avskedades 1773. Anine Frølich debuterade 1773 och gjorde succé inom sitt fack. Hon berömdes för sin teknik och dramatiska begåvning, något som särskiljde henne från den mer stela formalism som annars var den ledande metodiken inom samtida balett. Hennes personliga stil gjorde henne till en god representant för den reform Vincenzo Galeotti introducerade inom dansk balett, som syftade till att just göra baletten mer dramatisk och uttrycksfull och överge den stela formalism som tidigare varit förhärskande. Anine Frølich blev den ledande stjärnan inom dansk balett som representant för dess nya stil. Hennes kanske mest berömda roll var i Den forlodte Dido från 1777.
Anine Frølichs hälsa skadades av de påfrestningar hon erfor av sitt yrke. Hon kollapsade på scen under en föreställning och avled strax efter att hon hade förts hem, enligt uppgift av utmattning. 